# German Gardiner
Pour les articles homonymes, voir Gardiner.
German Gardiner, né à une date et dans un lieu qui nous est inconnu mort le 7 mars 1544 sous le règne d'Henri VIII à Tyburn, est un laïc catholique anglais, arrêté et exécuté pour son implication dans un complot contre l'archevêque de Canterbury Thomas Cranmer.

## Biographie
Peu d'informations existent sur la vie de German Gardiner. Il est le neveu de Stephen Gardiner, évêque de Winchester. Ayant reçu une bonne éducation à Cambridge il entre au service de son oncle comme secrétaire. Avec son oncle il est un catholique convaincu et s'inquiète de voir la réforme gagner toujours plus de terrain. Il participe à l'entreprise visant à faire discréditer aux yeux d'Henry VIII l'évêque de Canterbury Thomas Cranmer trop calviniste à leurs yeux. L'opération échoua et la tentative se retourna contre lui. Henry VIII fit alors arrêter plus de 250 personnes (prêtres et laïcs) dont German Gardiner. Si son oncle emprisonné eut la vie sauve, il ne sauvera pas la sienne. Il est exécuté pour haute trahison. Le même jour sont exécutés deux prêtres John Larke et John Ireland, ce dernier condamné à mort pour avoir refusé de reconnaître l'autorité spirituelle du roi sur l'Eglise et qui, par ailleurs, était l'accompagnateur spirituel de la fille de Thomas More, Margaret Roper.

## Vénération
Compté dans le groupe des Cinquante-quatre martyrs anglais, il est béatifié en 1886 par le pape Léon XIII, vénéré le 7 mars individuellement et le 4 mai avec le reste des martyrs d'Angleterre et du Pays de Galles.